# Anna Magdalena
Anna Magdalena (Originaltitel: chinesisch 安娜 瑪德蓮娜, Pinyin Ānnà Mǎdéliánnà, Jyutping On1naa4 Maa5dak1lin4naa4, kantonesisch Onna Madaklinna, alternativer Titel: englisch Kissing You) ist ein kantonesischer Film des Hongkonger Regisseurs Chung-Man Yee (aka Chung-Man Hai, 奚仲文) aus dem Jahr 1998.

## Handlung
Zwei junge Männer, Chan Kar-fu und Yau Muk-yan, verlieben sich in ihre Nachbarin Mok Man-Yee, die im Stockwerk über ihnen Stücke aus Bachs Notenbüchlein für Anna Magdalena Bach übt. Yau Muk-yan gewinnt das Herz des Mädchens. Chan Kar-fu gibt sich aber nicht geschlagen und kämpft weiter um die Gunst von Mok Man-Yee. Als ihm das nicht gelingt, schreibt Chan Kar-fu ein Buch über die nicht verwirklichte Romanze.

## Hintergrund
Die Filmstruktur folgt lose der des Menuetts: vier „Sätze“, die durch Titel angekündigt werden: zwei Themen, ein Duett und eine Reihe von Variationen.
- Chan Kar-fus (Takeshi Kaneshiro) Einführun
- Yau Muk-yans (Aaron Kwok) Wirkung auf sein Leben
- Mok Man-Yees (Kelly Chen) Wirkung auf ihr Leben
- Chan Kar-fus literarische Vision der Liebe.[2]

Dieser vierte „Satz“ (Variationen) ist eine wilde Fantasie über das vorherige Material, basierend auf dem Roman, der von Kaneshiros Charakter geschrieben wurde: The XO Pair.

## Kritiken
Shelly Kraicer bewerte den Film auf chinesecinemas.org: „Regisseur Hai Chung-man scheint die ersten drei Viertel des Films nicht ausreichend kontrollieren zu können: Das Tempo lässt häufig nach; Es gibt keinen Rhythmus in den Szenen, kein leitendes Gefühl dafür, wie sich die Geschichte durch die Zeit bewegt. Richtig abhebt hingegen ‚Anna Magdalena‘ in ihrem letzten Satz: der Fantasy-Sequenz“ und „die Sache mit dem wilden Liebeskreuzritter mit Umhang macht Spaß.“ „‚Anna Magdalena‘ ist also einer der ambitioniertesten Filme dieses Jahres, wenn nicht sogar der am konsequentesten realisierte“ „an der Grenze zwischen Romantik und Fantasie.“
Andrew Saroch bestätigte die bei dragonsdenuk.com mit den Worten: „Ganz einfach gesagt, dies ist einer der bewegendsten und am schönsten gestalteten Filme, die aus Hongkong kommen.“ „Diesen Film schriftlich niederzulegen, wird der schieren Schönheit und Resonanz von ‚Anna Magdalena‘ kaum gerecht. Es fordert ein Publikum und wird einen echten Eindruck auf diejenigen hinterlassen, die gerne verschiedene Arten von Hongkong-Filmen ausprobieren.“
lovehkfilm.com schrieb: „Die ultimative Einbildung und das Verdienst des Films [ist], dass er so mühelos die Gänge wechseln kann – von der modernen romantischen Komödie zur skurrilen Märchenphantasie – und dennoch in Reichweite seines grundlegenden emotionalen Zentrums bleibt.“

## Auszeichnungen
Der Film war 1998 beim Golden Horse Film Festival in der Kategorie „Best Original Film Score“ und „Best Original Film Song“ nominiert und 1999 bei den Hong Kong Film Awards in den Kategorien „Bestes Szenenbild“, „Beste Kamera“, „Beste Musik“ und „Beste Kostüme“ nominiert, musste sich aber in allen anderen Produktionen geschlagen geben. Beim Hong Kong Film Critics Society (香港電影評論學會) wurde der Film 1999 als „Film of Merit“ ausgezeichnet.